# Papegaei
Papegaei is een Belgisch bier van hoge gisting.
Het bier wordt sinds 2009 gebrouwen in Brouwerij Deca te Woesten door Adam Verstraete van bierfirma Brouwerij Verstraete uit Diksmuide. 
Het is een blond bier met een alcoholpercentage van 8% met hergisting in fles, ongefilterd, niet gepasteuriseerd